# Hanasaku Iroha
Hanasaku Iroha,  (яп. 花咲くいろは Ханасаку Ироха, Азбука цветов, неоф. рус.) — аниме-сериал производства P.A. Works, выпуск которого в 2011 году приурочен к десятилетию компании. Выход манга-адаптации разработанного сюжета начался в декабре 2010 года в журнале Gangan Joker издательства Square Enix.

## Сюжет
Действие сюжета разворачивается вокруг шестнадцатилетней Оханы Мацумаэ, которая всю жизнь прожила в Токио, но, брошенная матерью, оказалась вынуждена переехать в гостиницу к своей бабушке на горячие источники и устроиться работать там горничной.

## Персонажи
- Охана Мацумаэ (яп. 松前 緒花 Мацумаэ Охана)

Сэйю — Канаэ Ито
Главная героиня, 16 лет. Охана всю жизнь мирилась с ветреным характером матери и потому довольно сильно закалена духом. Она весьма упряма (в одной из серий упоминается, что это ключевая черта женщин из семьи Сидзима), склонна к быстрым поступкам и необдуманным решениям, при этом внимательна к окружающим и не чужда чужих проблем. В начале сериала Охана подавлена суровым отношением бабушки к ней, не очень ладит с Минко и Нако и прочими работниками гостиницы, но постепенно вливается в коллектив. Поселилась в одной комнате с Минко; спит над ней, на верхнем ярусе двухэтажной кровати. Очень дорожит гостиницей, которая фактически стала ей настоящим домом, и не хочет возвращаться в Токио.
- Минко Цуруги (яп. 鶴来 民子 Цуруги Минко)

Сэйю — Тиаки Омигава
Помощница на кухне в гостинице. Резка на словах и поступках. С первого взгляда невзлюбила Охану, так как та по ошибке вырвала дикий лук, который посадила Минко. Называет Охану странным словом «балют» и часто говорит ей «Умри!». Со временем всё-таки проникается к ней симпатией. Испытывает весьма нежные чувства к Тору. Прозвище Минко — Минти, придумано Нако.
- Нако Осимидзу (яп. 押水 菜子 Осимидзу Нако)

Сэйю — Аки Тоёсаки
Робкая горничная гостиницы, в отличие от Минко и Оханы живёт в городе со своей семьёй, а не в самой гостинице. Дорожит дружбой с Минко. В начале сериала относилась к Охане с опаской и стеснялась с ней говорить, но вскоре они сблизились и стали подругами. Нако самая высокая и самая фигуристая школьница, работающая в гостинице, возможно этим обусловлены её скромность и нежелание заводить новые отношения. По словам бабушки Оханы в детстве Нако называли «русалкой», так как она очень хорошо плавает. Именно она спасла Дзиромару из воды, в результате чего стала развивать в себе чувство собственного достоинства.
- Томоэ Вадзима (яп. 輪島 巴 Вадзима Томоэ)

Сэйю — Мамико Ното
Старшая горничная в гостинице, 28 лет. Любит свою работу, хотя однажды собиралась уволиться, так как имела проблемы в личной жизни — терпела упрёки матери за то, что ещё не вышла замуж и не подарила ей внуков. Смелая и лёгкая на подъём, иногда бывает немного саркастична. Заботится об Охане и Нако, как старшая сестра.
- Юина Вакура (яп. 和倉 結名 Вакура Юина)

Сэйю — Харука Томацу
Внучка хозяйки конкурирующей большой гостиницы. Очень весёлая и жизнерадостная девушка, пользуется большой популярностью в школе наравне с Минко. Дружна с Оханой. Имеет странную привычку каждый день говорить на разных диалектах Японии. В одной из серий упоминается, что в отличие от Оханы, она не воспринимает работу в гостинице всерьёз и не собирается наследовать бизнес. У Юины есть жених — будущий владелец крупной гостиницы на побережье.
- Тору Миягиси (яп. 宮岸 徹 Миягиси То:ру)

Сэйю — Дзюндзи Мадзима
23 года. Младший повар в гостинице, талантливый и довольно острый на язык. Проявляет большую ответственность на своём месте и восхищается господином Рэндзи. Часто попрекает Минко на кухне, однако это именно он уговорил хозяйку и господина Рэндзи взять Минко к нему на обучение поварскому искусству. На протяжении сериала растёт его симпатия к Охане, при этом Тору не замечает, что его помощница влюблена в него. В итоге он сам проясняет ситуацию и убеждает Минко в том, что её ревность бессмысленна, так как он попросту любуется живым характером Оханы и вовсе не собирается бросать на произвол судьбы порученную ему ученицу, чем и утешает девушку.
- Рэндзи Тогаси (яп. 富樫 蓮二 Тогаси Рэндзи)

Сэйю — Таро Ямагути
Старший повар в гостинице, 42 года. С виду суровый человек, Охана даже приняла его за «якудза», однако в душе Рэндзи добр и справедлив. По-видимому, не женат; иногда бывает чувствительным и даже наивным. Заботится о Минко и преданно служит хозяйке.
- Дэнроку Сукэгава (яп. 助川 伝六 Сукэгава Дэнроку)

Сэйю — Тё
73-летний дедушка, выполняющий в гостинице разнообразную работу. Старинный друг бабушки Оханы. Имеет прозвище «Дед Фасоль» (яп. 豆じい Мамэдзи:) из-за своей фамилии, которая созвучна названию кампании по производству фасоли.
- Таро Дзиромару (яп. 次郎丸 太朗 Дзиро:мару Таро:)

Сэйю — Дзюнъити Сувабэ
31 год. Писатель, мечтающий писать «высокую литературу» и стать знаменитым, но в итоге пишущий низкопробные рассказы эротического содержания. В начале сериала он постоялец гостиной, но после неудачного суицида (он пытался утопиться, бросившись в море со скалы), вдохновлённый ободряющими речами Оханы, остался в гостинице работником. Порой, Дзиромару ведёт себя как большой ребёнок и позволяет себе небольшие вольности, но по сути является добрым человеком и получает удовольствие от работы в гостинице.
- Суи Сидзима (яп. 四十万 スイ Сидзима Суи)

Сэйю — Тамиэ Кубота
Хозяйка гостиницы, 68 лет. Бабушка Оханы и мать Сацуки и Эниси. Рано овдовела, поэтому большей частью вела все дела в гостинице и воспитывала своих детей одна. Строгая, властная женщина с твёрдым характером, сохранившая черты былой красоты. Придерживается принципа, что все постояльцы одинаково важны и отношение к ним со стороны работников должно быть соответствующим. В одной из серий признаётся, что хотела, чтобы Сацуки вернулась, и вместе с Оханой они работали в гостинице.
- Эниси Сидзима (яп. 四十万 縁 Сидзима Эниси)

Сэйю — Кэндзи Хамада
Сын хозяйки гостиницы, младший брат Сацуки и дядя Оханы. Легко впадает в уныние и, несмотря на свои 32, по сути так и «не вырос». Уважает и побаивается мать. К Сацуки его отношение двояко, с одной стороны он всё детство терпел её издевательства и подколы, с другой стороны он по ней скучает, и несколько ей завидует — Эниси считает, что Сацуки справилась бы с ролью будущей хозяйки гостиницы куда лучше, чем он сам. В начале обещал Охане, что отыграется на ней за все нападки её матери, но в целом относился к ней хорошо. Давно лелеет мечту об отношениях с Такако, которые развиваются на протяжении сериала. Работники гостиницы зовут его «молодой господин».
- Такако Кавадзири (яп. 川尻 崇子 Кавадзири Такако)

Сэйю — Аюми Цунэмацу
Менеджер-маркетолог, 30 лет. Стильная и упрямая молодая женщина. Раз в месяц приезжала в гостиницу со своими новыми идеями по обновлению гостиницы, которые поначалу до добра не доводили. Позже выяснилось, что она состояла в романтических отношениях с Эниси (дядей Оханы), будучи знакомой с ним со времён университета. Впоследствии становится его женой.
- Сацуки Мацумаэ (яп. 松前 皐月 Мацумаэ Сацуки)

Сэйю — Такако Хонда
Мать Оханы и дочь хозяйки гостиницы, 38 лет. Довольно непостоянная особа, сложно понять правда ли она любит свою дочь, но, присмотревшись, можно понять, что всё-таки любит. Очень независима и склонна к авантюрам. В подростковом возрасте ушла из дому и уехала в город, так как не хотела продолжать семейный бизнес и наследовать гостиницу. У Сацуки лёгкий характер, многие проблемы и трудности она переводит в шутку. С матерью у неё напряжённые отношения.
- Коити Танэмура (яп. 種村 孝 Танэмура Ко:ити), тж. Ко-тян

Сэйю — Юки Кадзи
Друг детства Оханы, её ровесник. Накануне её отъезда признался ей в любви, но ответа не получил. В одной из серий приехал к Охане в гостиницу, но их встреча так и не состоялась. Вдали от него Охана пытается разобраться в своих чувствах и решает любить его, несмотря на то, что его чувства, как ей показалось, со временем заметно охладели.

## Медиа-издания

### Манга
Первая глава манга-адаптации сюжета с иллюстрациями Эйто Тибы была опубликована в декабрьском выпуске журнала Gangan Joker издательства Square Enix.

### Аниме
Аниме-сериал Hanasaku Iroha создан компанией P.A. Works под руководством режиссёра Масахиро Андо. Премьерный выход первой серии состоялся 3 апреля 2011 года. Сценаристом является Мари Окада, дизайном персонажей на основе оригинальной концепции Мэла Кисиды занимается Канами Сэкигути. Музыку к сериалу написал Сиро Хамагути; звукорежиссёром является Дзин Акэтагава..
- Открывающие композиции:

Hana no Iro (яп. ハナノイロ) исполняет nano.RIPE (1-13 серии)
Omokage Warp (яп. 面影ワープ) исполняет nano.RIPE (14-26 серии)
- Закрывающие композиции:

Hazy — Sphere.
Tsukikage to Buranko — nano.RIPE
Yumeji — nano.RIPE
Saibou Kioku — nano.RIPE
Hana-Saku Iroha — Clammbon
| № серии | Название                                                                                          | Трансляция в Японии   |
| ------- | ------------------------------------------------------------------------------------------------- | --------------------- |
| 1       | Шестнадцать лет, весна, всё ещё бутон «Дзю:року-сай, Хару, Мада Цубоми» (十六歳、春、まだつぼみ)  | 3 апреля 2011 года    |
| 2       | Месть лучше подавать холодной «Фукусю:-суру ва, Маканай ни Ари» (復讐するは、まかないにあり)      | 10 апреля 2011 года   |
| 3       | Цыплёнок «Хобирон» (ホビロン)                                                                     | 17 апреля 2011 года   |
| 4       | Рапсодия серой цапли «Аосаги Рапусоди:» (蒼鷺ラプソディー)                                        | 24 апреля 2011 года   |
| 5       | Роман с шеф-поваром и слезами «Намида но Итамаэ Бодзё:» (涙の板前慕情)                            | 1 мая 2011 года       |
| 6       | Нет риска — нет победы «Nothing Venture Nothing Win»                                              | 8 мая 2011 года       |
| 7       | На «Радостном» фронте без перемен «Киссуй Сэнсэн Идзё: Наси» (喜翆戦線異状なし)                   | 15 мая 2011 года      |
| 8       | Побежать «Хасиридасу» (走り出す)                                                                  | 22 мая 2011 года      |
| 9       | Самый долгий день в «Зелёной радости» «Киссуйсо: но Итибан Нагай Хи» (喜翆荘の一番長い日)         | 29 мая 2011 года      |
| 10      | Лёгкий жар «Бинецу» (微熱)                                                                        | 5 июня 2011 года      |
| 11      | Ночной рёв «Ёру ни Хоэру» (夜に吼える)                                                            | 12 июня 2011 года     |
| 12      | Пока «Дзя:на» (『じゃあな。』)                                                                    | 19 июня 2011 года     |
| 13      | Женщины Сидзима ~ Сага разбитых сердец ~ «Сидзима но Онна ~ Сё:син MIX ~» (四十万の女～傷心MIX～) | 26 июня 2011 года     |
| 14      | Это мой жизненный путь «Корэ га Ватаси но Икиру Мити» (これが私の生きる道)                        | 3 июля 2011 года      |
| 15      | После бобов будет солнечно «Мамэ, Ноти, Харэ» (マメ、のち、晴れ)                                  | 10 июля 2011 года     |
| 16      | То небо, это небо «Ано Сора, Коно Сора» (あの空、この空)                                          | 17 июля 2011 года     |
| 17      | Бассейн на холме «Пу:ру он Дза Ниру» (プール・オン・ザ・ヒル)                                     | 24 июля 2011 года     |
| 18      | Принцесса русалок и купальник из ракушек «Нингё Химэ то Кайгара Бура» (人魚姫と貝殻ブラ)          | 31 июля 2011 года     |
| 19      | Мутный омлет с рисом «Дородоро Омурайсу» (どろどろオムライス)                                     | 7 августа 2011 года   |
| 20      | Любовь, фестиваль Корин «Ай Ко:ринсай» (愛・香林祭)                                               | 14 августа 2011 года  |
| 21      | Воскреснув умри «Ёмиагеру Синэ» (蘇る、死ね)                                                      | 21 августа 2011 года  |
| 22      | Несокрушимая безответная любовь «Кецуй но Катаомой» (決意の片思い)                                | 28 августа 2011 года  |
| 23      | Компенсация за мечту «Юмэ но Отосимаэ» (夢のおとしまえ)                                           | 4 сентября 2011 года  |
| 24      | Суи Сидзима, последний босс «Расу Босу ва Сидзима Суи» (ラスボスは四十万スイ)                     | 11 сентября 2011 года |
| 25      | «Зеленая радость», которую я люблю «Ватаси но Суки на Киссуйсо» (私の好きな喜翆荘)                | 18 сентября 2011 года |
| 26      | Однажды расцвести «Ханасаку Ицука» (花咲くいつか)                                                 | 25 сентября 2011 года |